# 大英寺

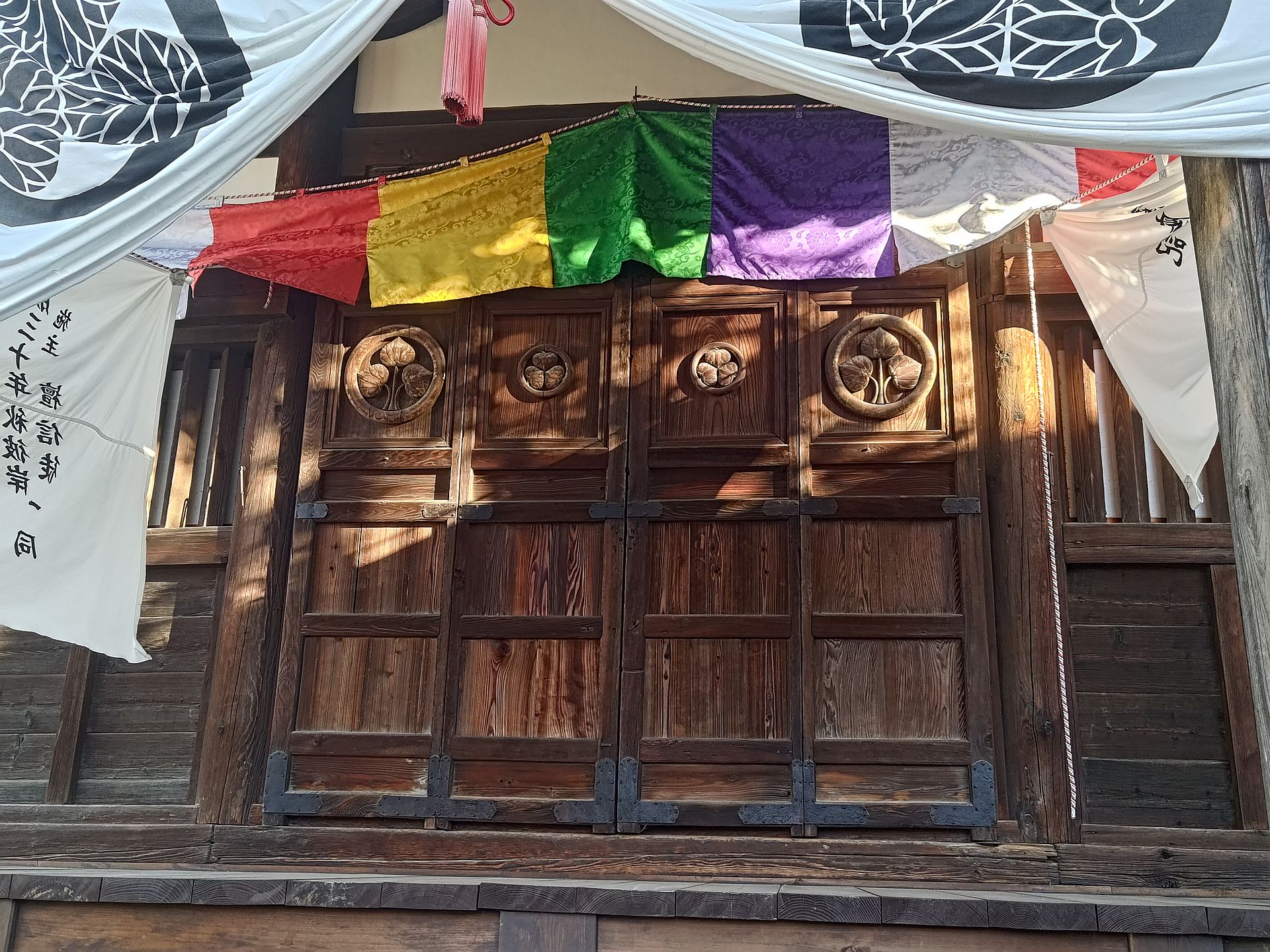
大蓮院（小松姫）霊屋の正面扉。徳川家の家紋（三つ葉葵）と本多家の家紋（本多葵）の両方が並ぶ

大英寺（だいえいじ）は、長野県長野市松代町松代（表柴町）にある浄土宗の寺院。山号は皓月山。小松姫の菩提寺。
現在の本堂はもと大蓮院（小松姫）霊屋で、真田氏の霊屋の中では最も古く最大級のもの。桁行5間、梁間5間、入母屋造り桟瓦葺で周縁を回してあったが、今は背面の部分を取り除いている。内部は2間通りを外陣とし、内外陣境に円柱を立て、柱上には出組の組物をおき、内外陣とも鏡天井である。鏡天井は三村晴山の筆である。柱・組物は極彩色を施し豪華である。三十六歌仙図は狩野隼人正の筆で、大蓮院の娘・西台院の寄進によるものである。この寺には小松姫の遺品が多く残されている。
また千曲市の大池地区（姨捨SA上部の集落）は小松姫輿入れの化粧料として与えられた大英寺領であったと伝えられ、現在も小松姫を偲ぶ百八つもの送り火を焚く盆行事が行われている。

## 歴史
- 1620年（元和6年） - 上田城下に真田信之が開基となり、夫人大蓮院殿英誉皓月大禅定尼（小松姫）の菩提を弔うために創建
- 1622年（元和8年） - 信之松代移封
- 1624年（寛永元年） - 前領主酒井氏の菩提寺であった大徳寺の後へ伽藍一切を移す、大蓮院霊屋（万年堂）完成
- 1785年（天明5年） - 大蓮院霊屋を修理する
- 1872年（明治5年） - 本堂老朽化に伴い取り壊し、大蓮院霊屋を本堂として移築

## 文化財

### 長野県宝
- 本堂（大蓮院霊屋）および表門 附:板絵著色三十六歌仙図 36枚（1966年10月3日指定）[1][2]

## アクセス
- 上信越自動車道長野ICから国道403号経由10分
- JR長野駅から松代行バス松代駅前下車徒歩5分